# Остапівський район
Остапівський район (деколи — Остап'ївський) — адміністративно-територіальна одиниця УРСР, що існувала з 1925 по 1930 роки в складі Лубенської округи. Районний центр — село Остап'є.

## Історія
Створений у 1925 році, станом на 1 жовтня перебуває в складі Лубенської округи Полтавської губернії.
Район налічував 12 сільських рад, до складу котрих входило 135 сільських населених пунктів. Площа території — 406,6 км². Загальна кількість домогосподарств району — 5 456. 81 населений пункт району складався з 2—25 дворів, великих населених пунктів, з кількістю дворів понад 300, налічувалось 2 одиниці, 3 населених пункти складались з одного двора.
Ліквідований 15 вересня 1930 року, відповідно до постанови ВУЦВК та РНК УСРР від 2 вересня 1930 року «Про ліквідацію округ та перехід на двоступневу систему управління». Територію та населені пункти передано до складу Великобагачанського району.

## Населення
Відповідно до результатів перепису населення 1926 року, в районі проживало 32 384 особи, з них (у відсотках до загальної кількости): українці — 99,5, росіяни — 0,2.
За статистичними даними 1925 року, з урахуванням приросту, в першому кварталі 1926 року приблизна кількість населення становила 28 555 осіб, з них — 14 352 жінки. Густота населення — 70,2 особи/км².

## Соціальна сфера
Станом на кінець 1925 року в районі налічувалась одна лікарська амбулаторія, де працював лікар та фельдшер, один санітарний лікар, один дитячий будинок-ясла. Кількість трудових шкіл 1-4 рівня — 17 одиниць, де працювали 29 вчителів та навчались 1657 учнів, трудових шкіл-«семиліток» — 1, з 6-ма вчителями та 391 учнем. Заклади політичної освіти: 8 книгозбірень із загальною кількістю 2769 книг, 9 хат-читалень, 2 селбудинки, 1 театр чи драмгурток, 10 шкільних установ політосвіти.

## Господарка
На кінець 1925 року в районі налічувалось 5 447 рільничих господарств, з них: 5 419 — індивідуальні селянські. Площа придатних земель району становила 36 181 десятин, з них (в десятинах): садиби — 2 408, орні землі — 29 030, сінокоси — 3483, під лісом — 1 081, інші придатні — 122.
Кількість худоби — 38 004, з них: коні — 3 239, велика рогата худоба (в тому числі робочі воли) — 12 342, вівці — 17 609, кози — 61, свині — 4 753. Кількість птиці — 41 939, з них: курей — 36 682, гусей — 2 966, качок — 1 716, інших — 575.
Кількість реманенту: плуги — 2 690, букери — 319, борони — 5 034, сівалки — 498, віялки — 276, жатки — 253, молотарки — 64, возів (на залізному та дерев'яному ходу, разом) — 4 609.